# Seznam poslanců Malty (1921–1924)
Seznam poslanců Malty za volební období 1921–1924.
| Jméno                    | Strana | Volební okresek | Poznámky                              |
| ------------------------ | ------ | --------------- | ------------------------------------- |
| Giovanni Adami           | UPM    | 1               |                                       |
| Edgardo Arrigo           | UPM    | 1               |                                       |
| Augusto Bartolo          | CON    | 2               |                                       |
| Paolo Borg Grech         | MLP    | 5               |                                       |
| Salvatore Borg Olivier   | UPM    | 7               |                                       |
| Luigi Borg               | UPM    | 6               |                                       |
| Michel Borg              | UPM    | 3               |                                       |
| Carmelo Bugelli          | UPM    | 4               |                                       |
| Francesco Buhagiar       | UPM    | 6               |                                       |
| Vincenzo Busuttil        | MLP    | 5               | zemřel; nástupce Mifsud, Arturo       |
| Filippo Nicolo Buttigieg | UPM    | 3               |                                       |
| Luigi Camilleri          | DNP    | 8               | zemřel; nástupce C. Mifsud Bonnici    |
| Antonio Dalli            | UPM    | 3               |                                       |
| Enrico Dandria           | UPM    | 2               |                                       |
| Giuseppe De Giorgio      | UPM    | 7               |                                       |
| Michael Dundon           | MLP    | 4               |                                       |
| Vincenzo Farrugia        | MLP    | 2               |                                       |
| Francesco Ferris         | UPM    | 7               |                                       |
| Pier Giuseppe Frendo     | MLP    | 4               | odstoupil; nástupce Bencini, Giovanni |
| Alfred Gera De Petri     | CON    | 1               |                                       |
| Robert Hamilton          | CON    | 4               |                                       |
| Charles Sydney Henry     | CON    | 3               |                                       |
| Alfonso Maria Hili       | DNP    | 8               |                                       |
| Alfredo Mattei           | UPM    | 5               |                                       |
| Giuseppe Micallef        | DNP    | 8               |                                       |
| Ugo Pasqale Mifsud       | UPM    | 1               |                                       |
| Enrico Mizzi             | DNP    | 8               |                                       |
| Leone Portelli           | MLP    | 5               |                                       |
| Emmanuele Said           | UPM    | 2               |                                       |
| Walter Salamone          | CON    | 6               |                                       |
| Gerald Strickland        | CON    | 6               |                                       |
| Edwin Vassallo           | CON    | 7               |                                       |